# Schöllenen

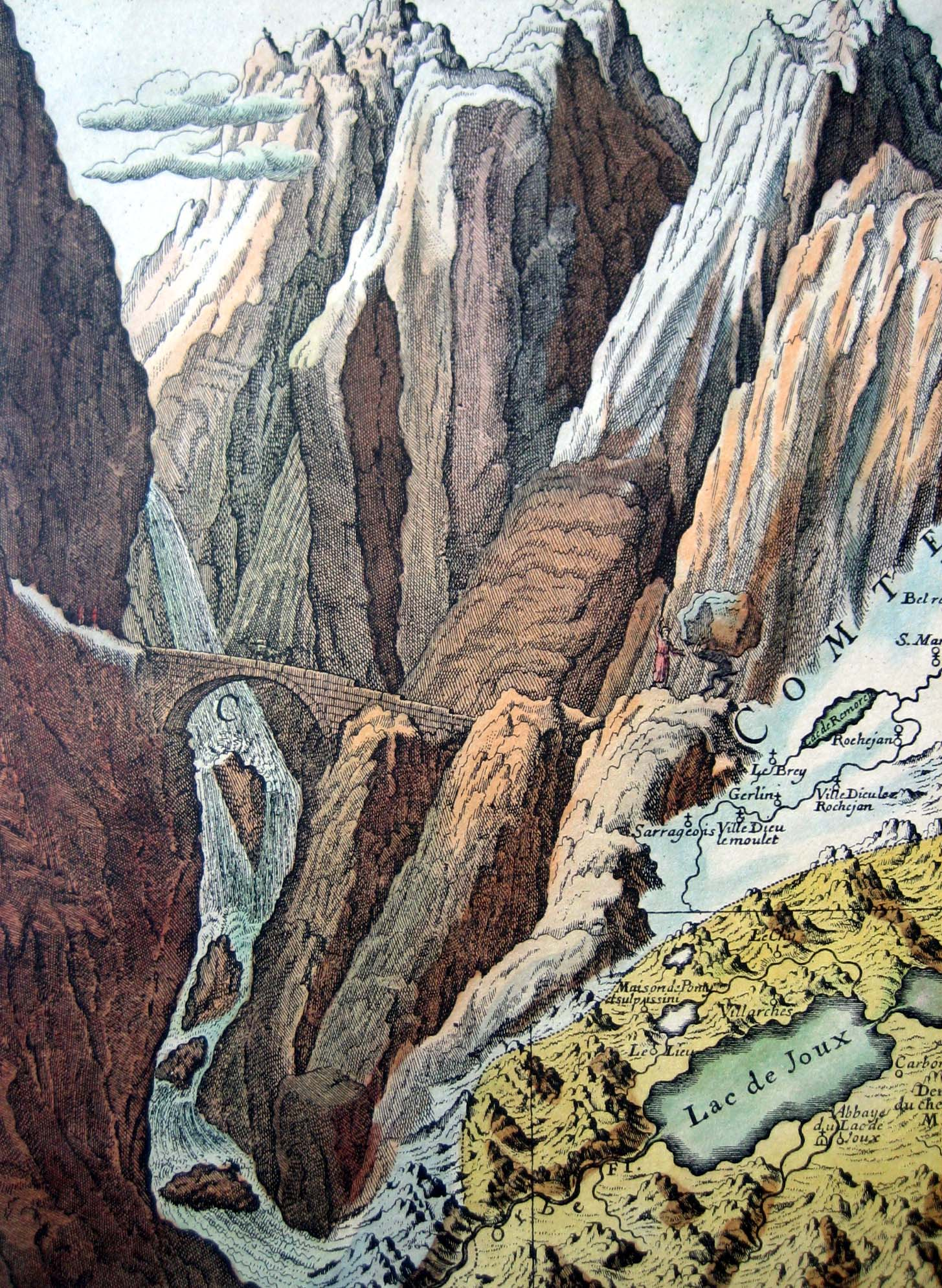
Il ponte del diavolo Scheuchzerkarte del 1712

Le Gole della Schöllenen si trovano nel Canton Uri in Svizzera tra i comuni di Göschenen a nord e Andermatt a sud, con un dislivello di 300 metri.
Nella gola scorre la Reuss superata dal famoso ponte del diavolo (in tedesco Teufelsbrücke). Vi sono vari altri ponti con il nome di Teufelsbrücke, in area germanica.
La selvaggia gola fu in passato un grosso ostacolo sulla strada verso il passo del San Gottardo, che dal Canton Uri porta nel Canton Ticino. Questo ostacolo aveva in passato quasi completamente isolato la valle di Orsera (in tedesco Urserental) dal resto del Canton Uri.

## Il nome
Anticamente l'ostacolo era superato con l'utilizzo di scale. Il punto di attraversamento veniva chiamato Steiglen dalla parola latina scalineae (scalini). Da questo termine scalineae deriva appunto il termine tedesco di Schöllenen, per cui si suppone che la strada del passo fosse già conosciuta in era romana.

## Storia

### La passerella di tavole

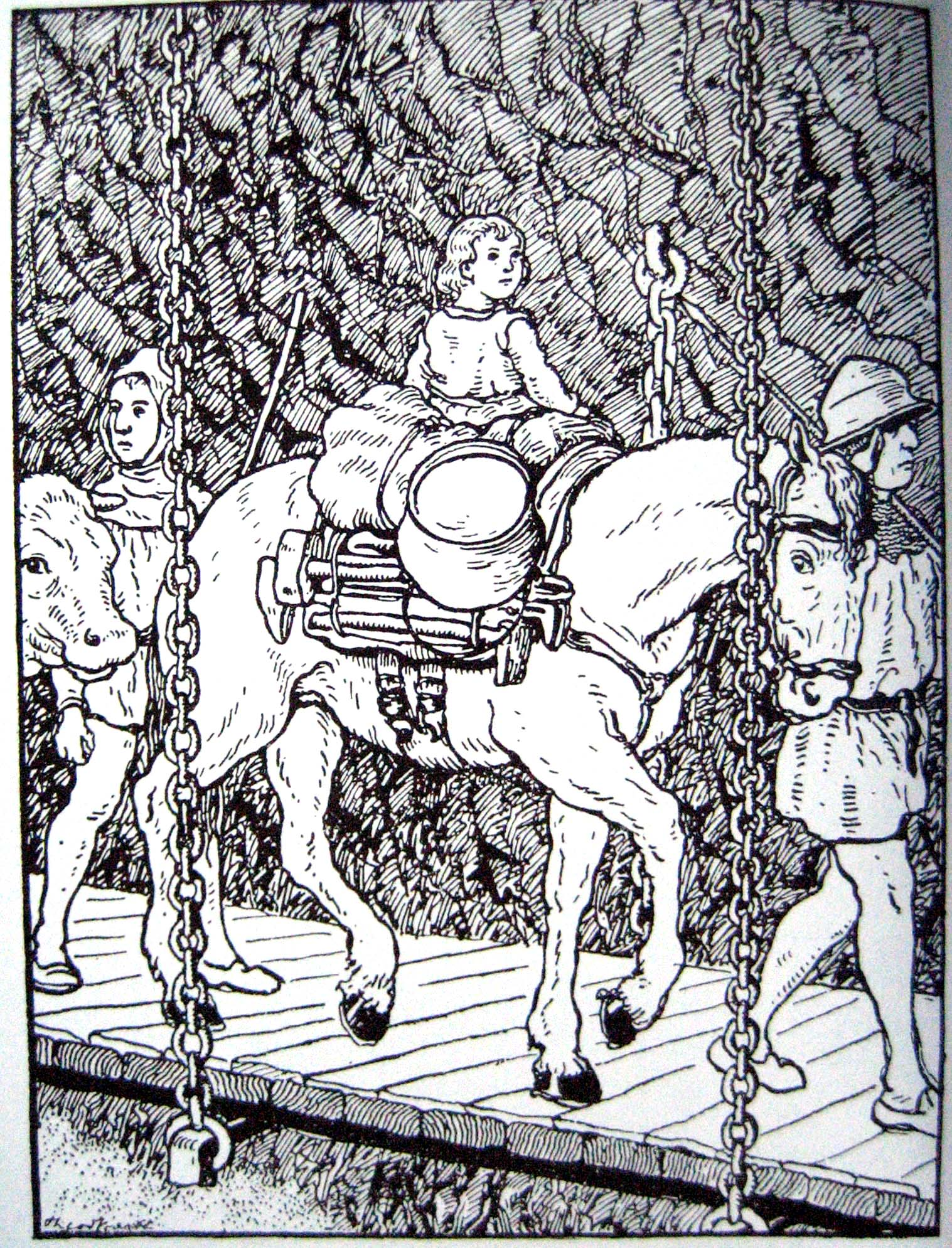
la passerella di tavole

Prima della costruzione del ponte, esisteva una passerella che era stata sospesa sulla gola utilizzando delle catene infisse nella viva roccia, l'opera fu eseguita da fabbri e carpentieri di Andermatt e fu inaugurata attorno al 1220. Si pensa che gli artigiani fossero Walser, un popolo che colonizzò molte alte vallate dell'arco alpino e che aveva acquisito le tecniche e le conoscenze per mettere in cantiere un'opera così ardita per i tempi in cui fu eseguita. La data esatta dell'esecuzione del lavoro è sconosciuta; la prima descrizione di un attraversamento del passo attraverso la gola è datata 1234.
La passerella, lunga 60 metri, venne utilizzata fino al 1707, quando venne costruito il primo ponte in pietra che attraversava la gola.

### Il primoponte del diavolo

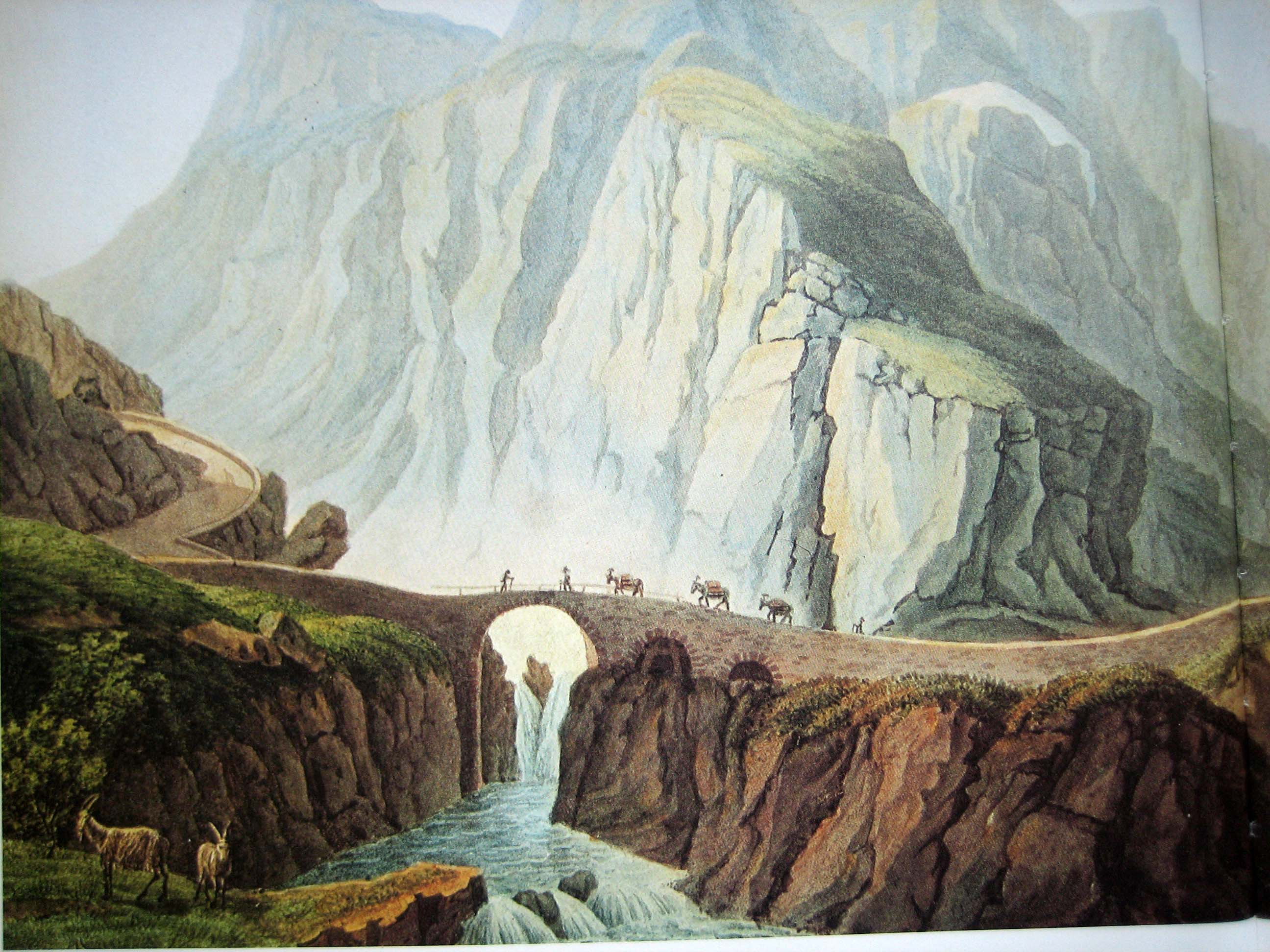
il primo ponte del diavolo

Il primo ponte in legno sulla Reuss venne edificato nel 1230. Nel 1595 venne sostituito da un massiccio ponte in muratura; questo manufatto venne distrutto da una piena della Reuss il 2 agosto del 1888. Sulla sponda sinistra del fiume sono ancora visibili le fondazioni.

### Il primo tunnel: chiamatoUrnerloch
Nel 1707 una grossa alluvione danneggiò fortemente la passerella di tavole e parte del ponte. Le autorità urane il 20 settembre di quello stesso anno, incaricarono l'ingegnere valmaggese Pietro Morettini, allievo del famoso ingegnere militare Vauban, di costruire una nuova strada lungo la gola. I lavori dovevano iniziare entro due settimane e la conclusione dell'opera doveva avvenire al massimo per la primavera del 1709. Il contratto venne firmato dal progettista e da Johannes Russi, capo del governo urano.
L'opera prevedeva lo scavo di una galleria lunga 64 metri, (la prima galleria di una strada alpina) e il traforo venne ultimato in undici mesi. Ma i costi dell'ardita opera lievitarono fortemente: dalle iniziali 1680 corone si passò a opera finita a un costo di 3080. Questo aumento di 1400 corone francesi dovette essere finanziato con un aumento dei dazi di transito fino ad estinzione del debito.

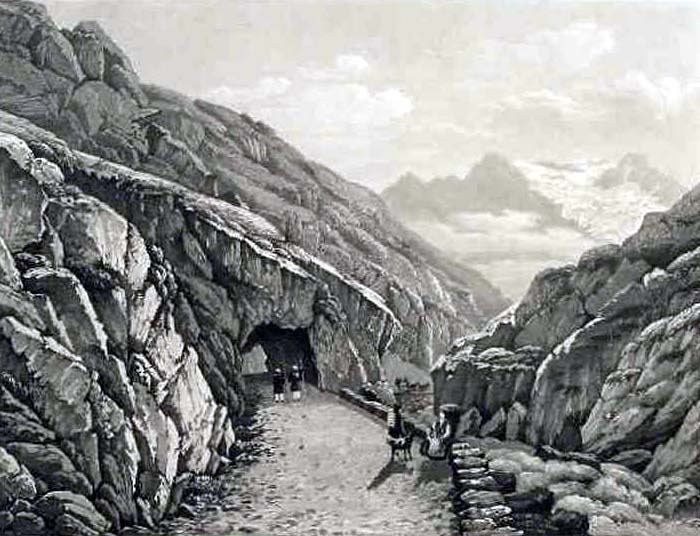
Presso l'Urnerloch
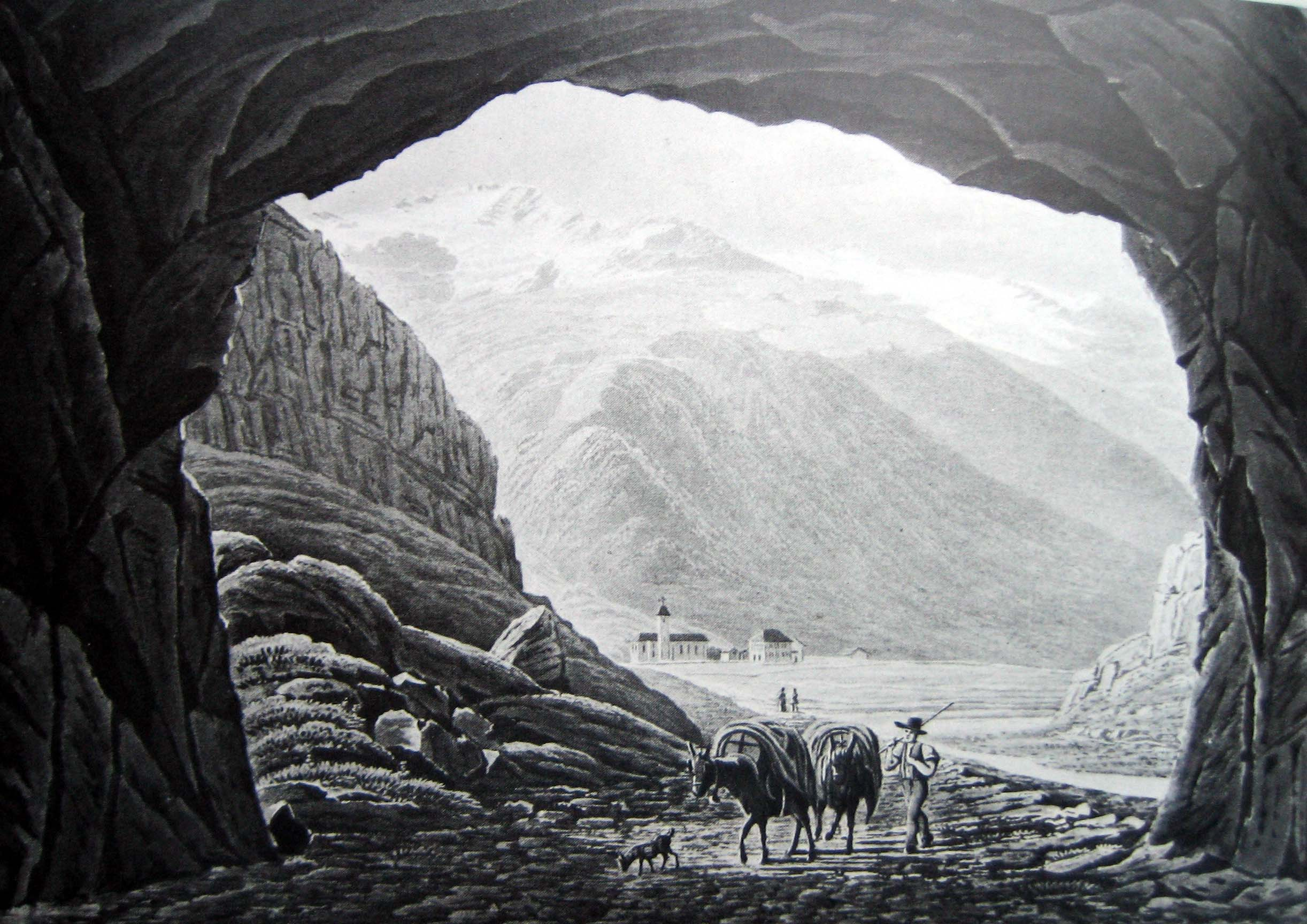
L'uscita dell'Urnerloch
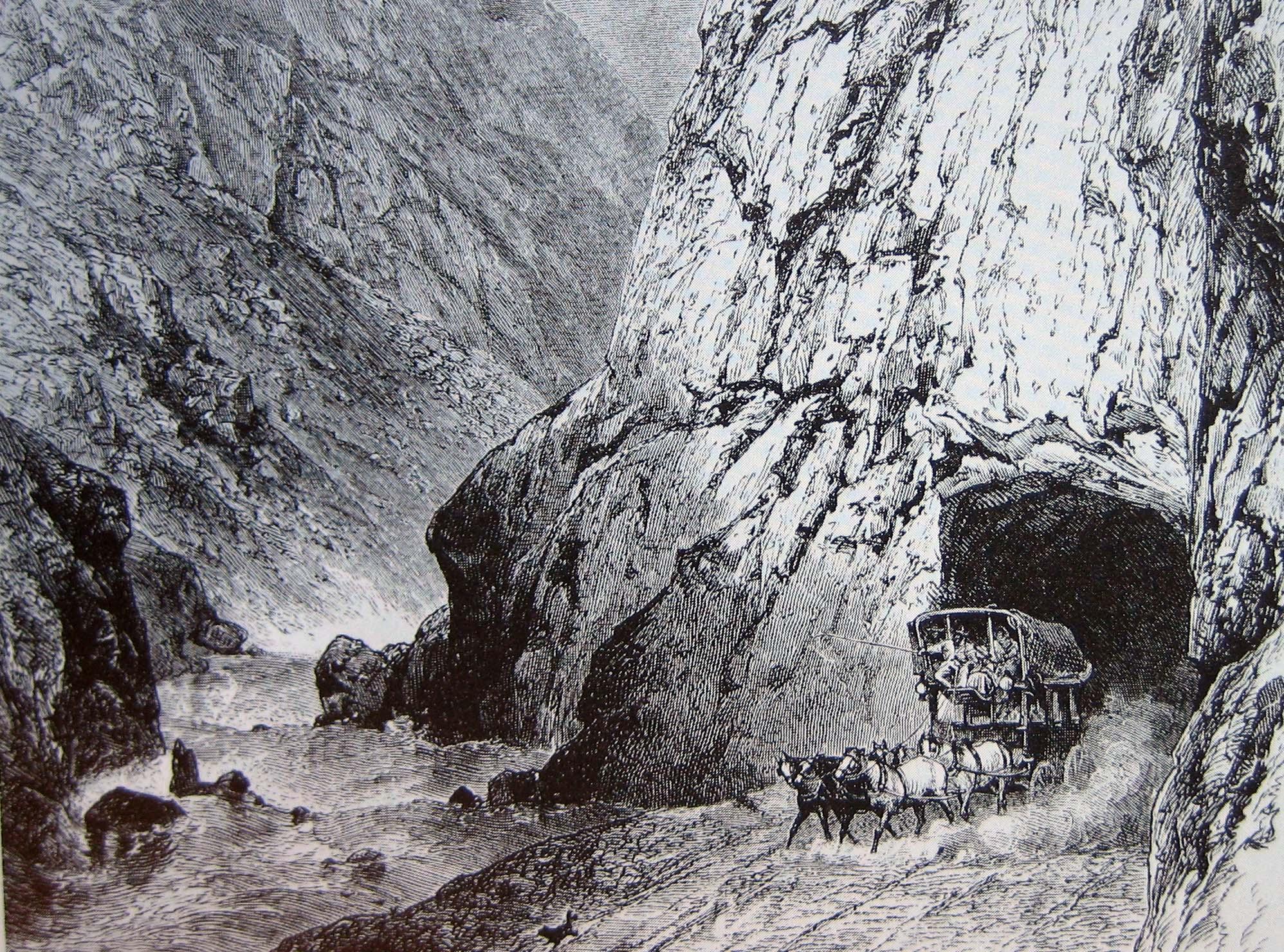
Postkutsche presso l'Urnerloch
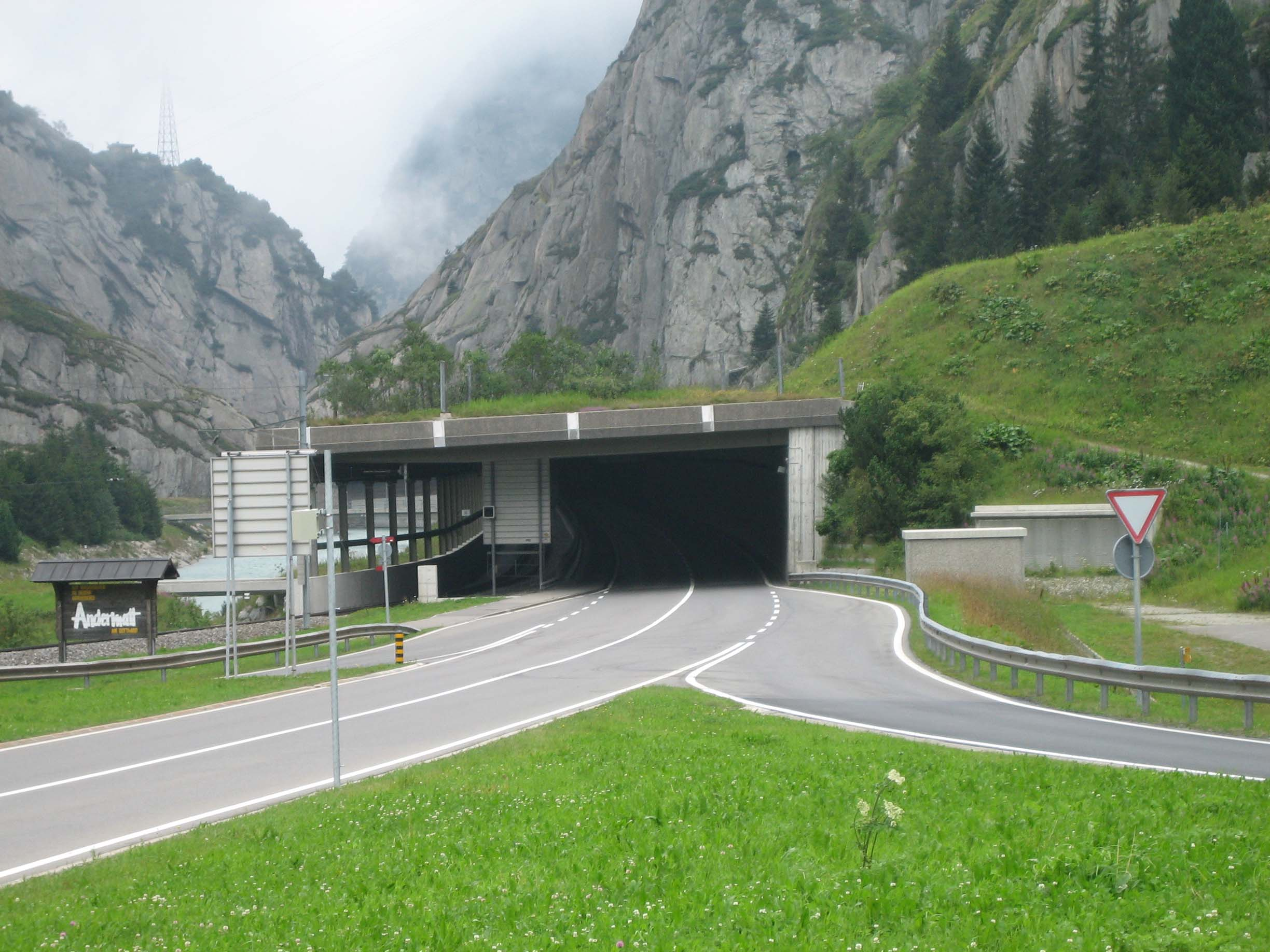
Urnerloch 2007

### Le guerre della seconda coalizione

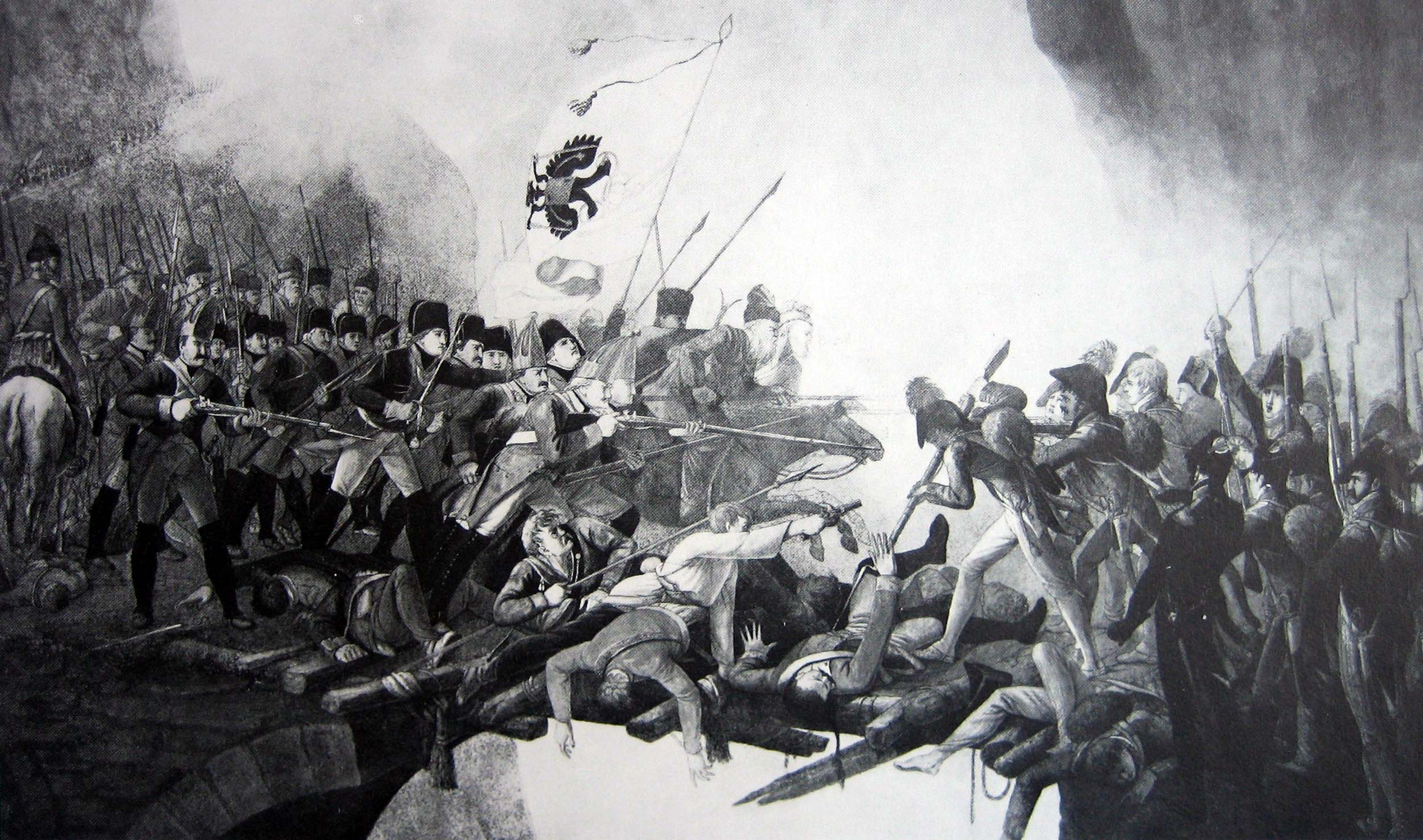
Le truppe russe (sinistra) contro quelle francesi (destra) sul Teufelsbrücke

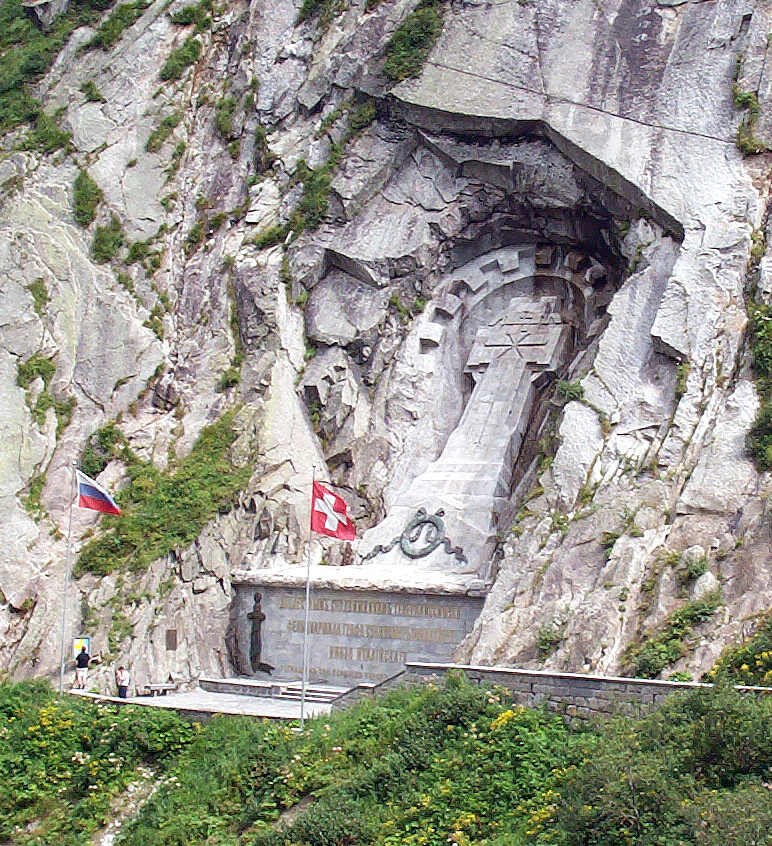
Il Suworow-Denkmal nelle gole della Schöllenen

Durante le guerre della seconda coalizione vi fu presso le gole uno scontro tra le truppe rivoluzionarie francesi guidate dal generale Claude Jacques Lecourbe e le truppe della coalizione guidate dal generale russo Suvorov; esso si tenne il 25 settembre del 1799 durante la nota campagna in svizzera del generale russo. Il ponte subì, durante la battaglia, grossi danni e rimase per parecchio tempo inutilizzabile. Un vero miglioramento si ottenne solo trent'anni dopo, con la costruzione del secondo ponte.
Nei pressi del ponte la Russia nel 1899, eresse un monumento ai caduti chiamato Suworow-Denkmal.

### Il secondoponte del diavolo

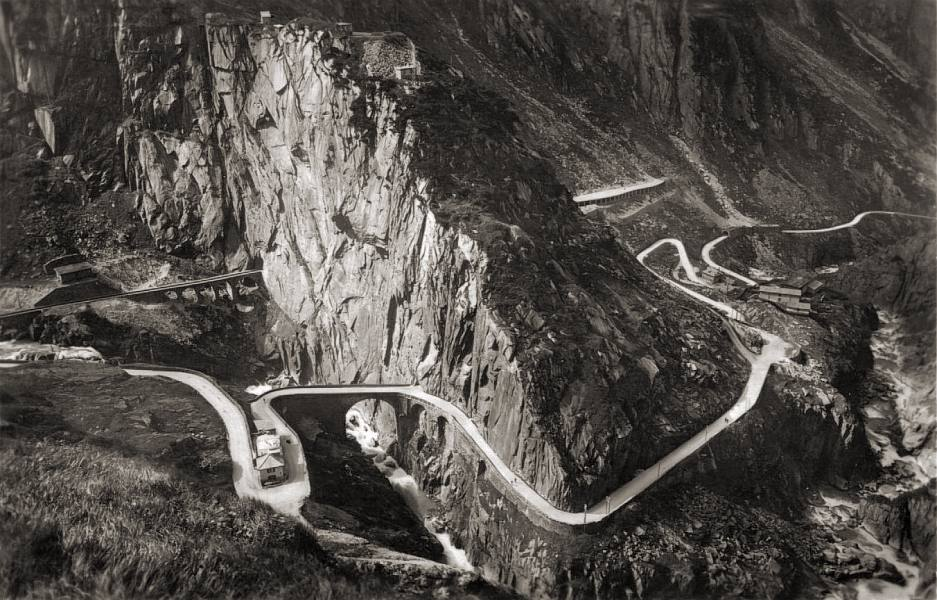
La Schöllenen nel 1934, con i binari della ferrovia della Schöllenen

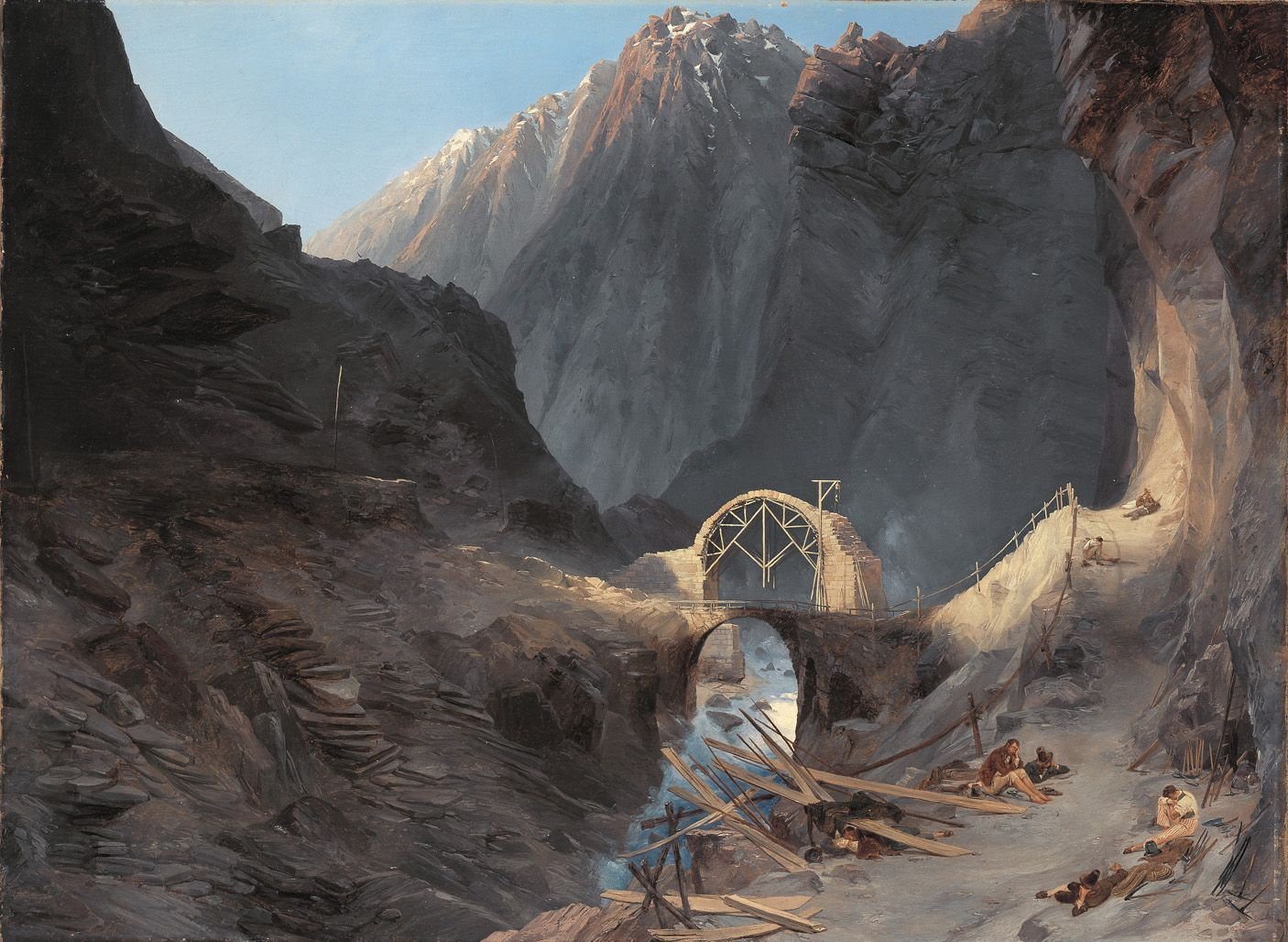
Stampa con la costruzione del secondo ponte del diavolo

Le guerre e le turbolenze politiche del periodo napoleonico lasciarono il Cantone in grosse difficoltà, la strada attraverso la gola non era che parzialmente utilizzabile e il grosso del traffico internazionale tra le Alpi si spostò verso lo Spluga. Fu solo nel 1820 che si trovarono i finanziamenti per costruire un secondo passaggio nella gola. L'opera fu ultimata dieci anni dopo ed è ancora oggi fruibile.

### Terzoponte del diavolo

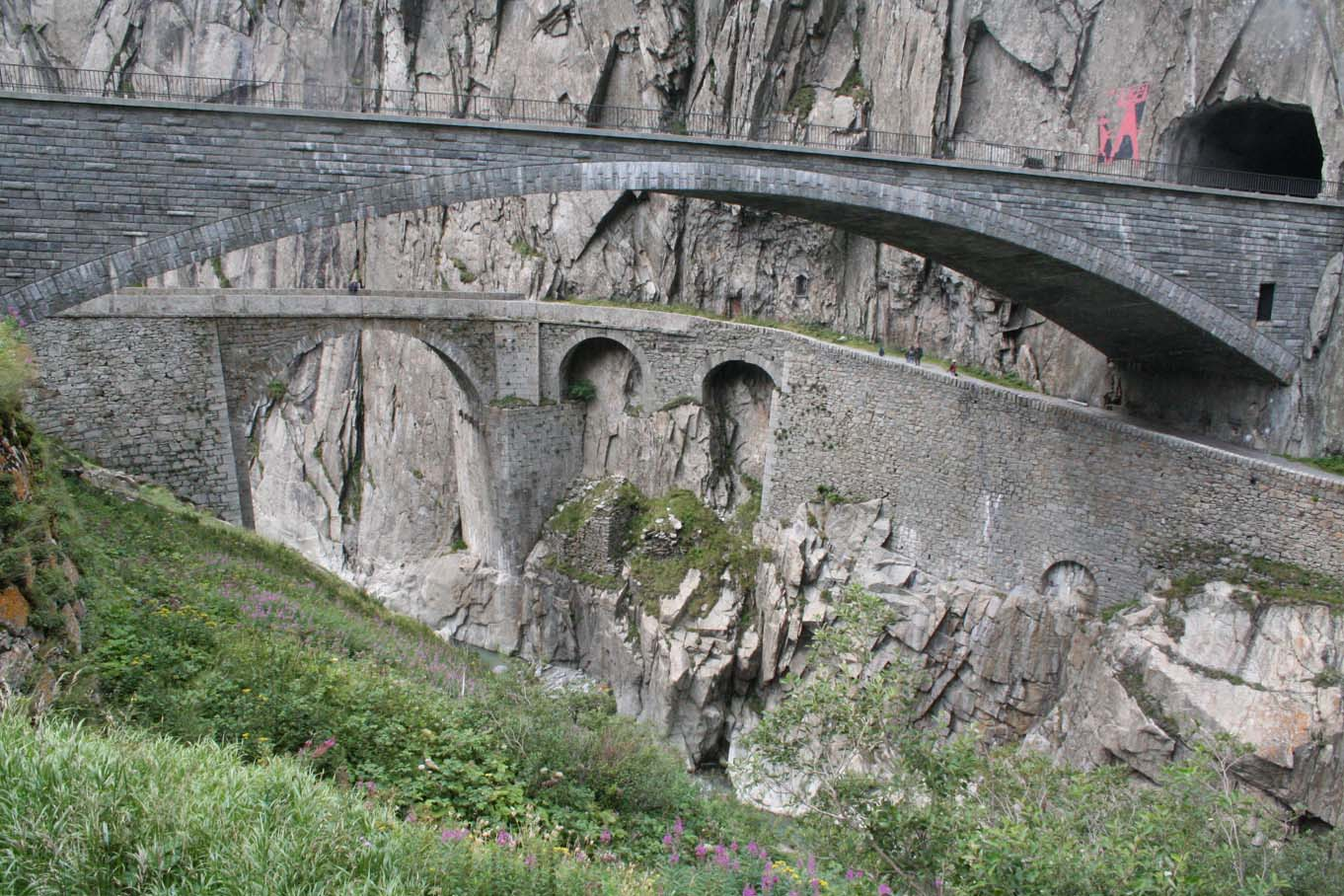
Il secondo ponte (sotto), il terzo in primo piano, in mezzo, sotto le arcate lungo la parete rocciosa, le fondazioni del primo.

Il secondo ponte a metà del XX secolo, con l'aumento del traffico mostrò tutti i suoi limiti. Nel 1958 venne edificato il terzo ponte, che permetteva il passaggio nei due sensi in modo migliore. L'artista urano Heinrich Danioth dipinse sulla parete rocciosa all'entrata della galleria il diavolo della leggenda.

### La leggenda delTeufelsbrücke

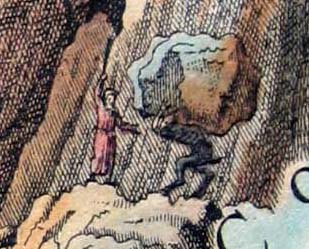
Dettaglio della Scheuchzerkarte del 1712

La leggenda racconta che fu il diavolo in persona a erigere il primo ponte. Il paese di Uri da sempre desiderava un ponte che permettesse di attraversare la gola. Un landamano della valle disse "Do sell der Tyfel e Brigg bue!" (lo farò costruire dal diavolo). Ritenendo questo utile per il suo paese, strinse un patto con il diavolo per la costruzione del manufatto. In questo patto si stabilì che il prezzo da pagare per l'opera, sarebbe stata l'anima del primo vivente che avrebbe attraversato il ponte. Il diavolo eseguì il ponte e si pose dall'altra parte della valle attendendo l'anima del primo fruitore. Gli urani fecero attraversare il ponte per primo a un caprone. Il diavolo vistosi ingannato e pieno di ira, afferrò un enorme masso con l'intenzione di scagliarlo contro il ponte, a quel punto comparve una fanciulla che portava una croce, croce che venne posta sopra il masso. Il demonio mancò dunque l'obiettivo nel lanciare l'enorme masso, che atterrò a valle proprio dove oggi si trova il portale urano del tunnel stradale del San Gottardo, in territorio di Göschenen. Fu così che il popolo di Uri riuscì con l'astuzia e l'aiuto dell'Onnipotente a ottenere quell'importante ponte. Da allora il nome rimase quello del suo costruttore Teufelsbrücke e l'enorme masso erratico presente a fianco della strada venne chiamato "Teufelsstein" (sasso del diavolo).
Nel 1977 il masso pesante 220 tonnellate venne spostato di 127 metri, per permettere il passaggio della nuova autostrada. L'operazione, dal costo di 300'000 franchi, aggiunse nuovi elementi alla leggenda poiché la si mise in relazione a un grave incidente avvenuto sul cantiere del tunnel autostradale, al chilometro 4.

### Gallerie

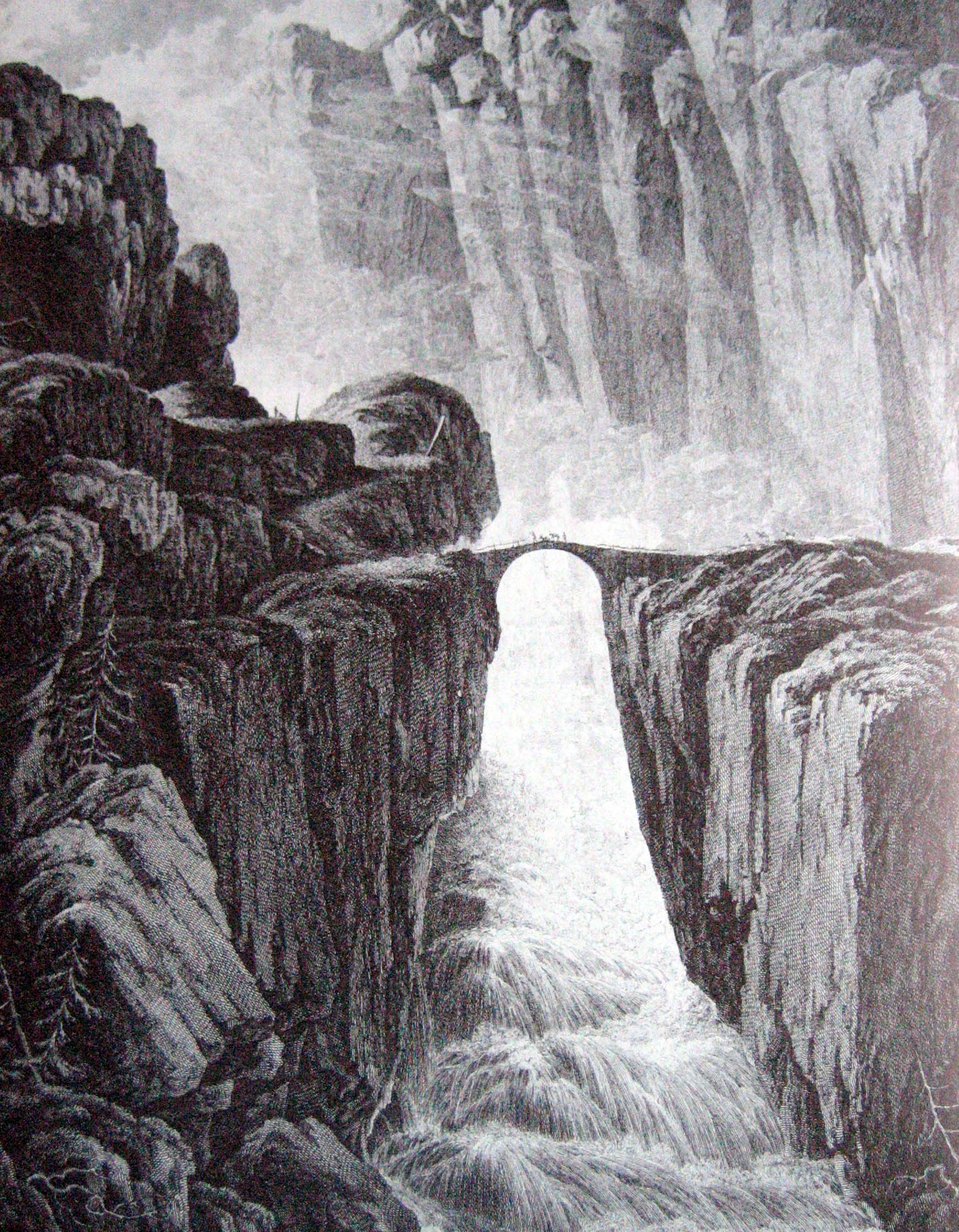
Il ponte del diavolo 1780
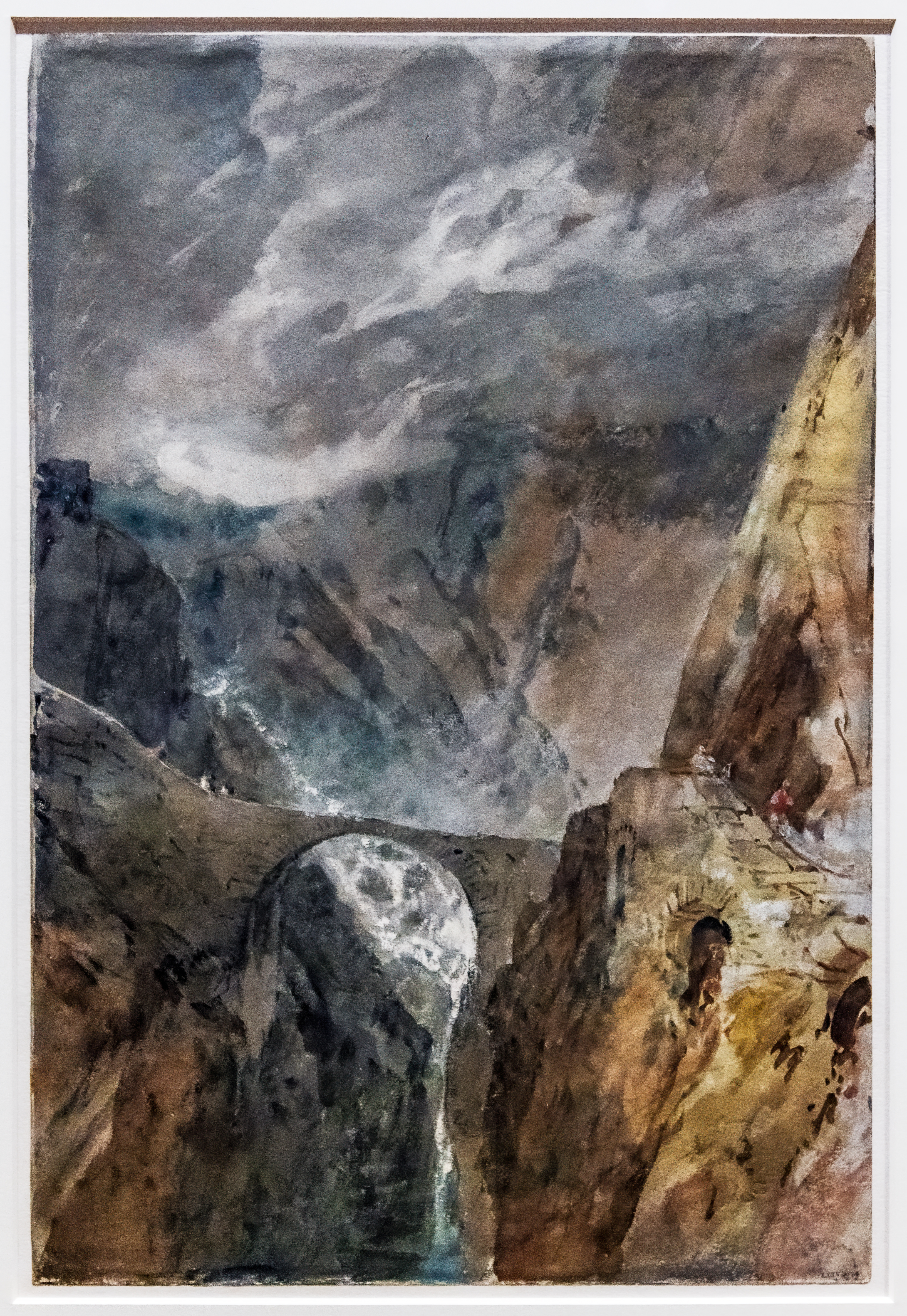
Il primo ponte del diavolo nel 1802, Dipinto di William Turner
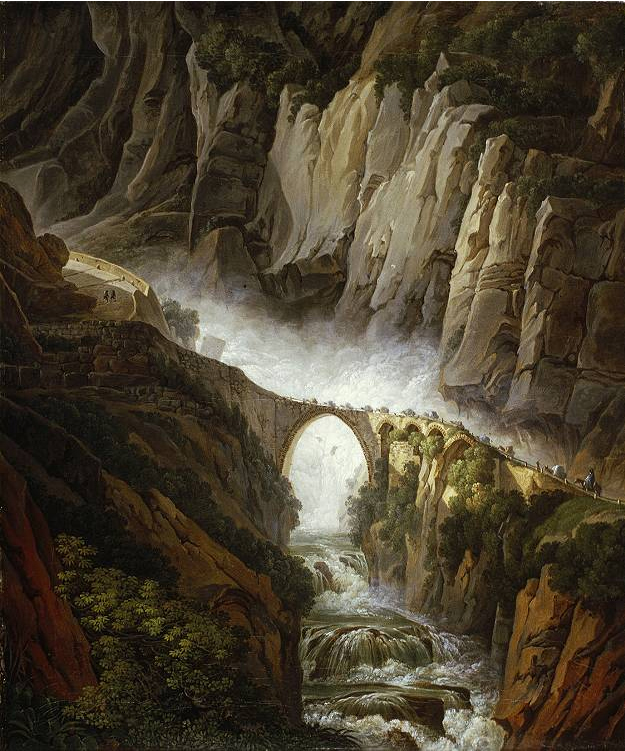
Ponte del diavolo nel 1824 di Peter Birmann
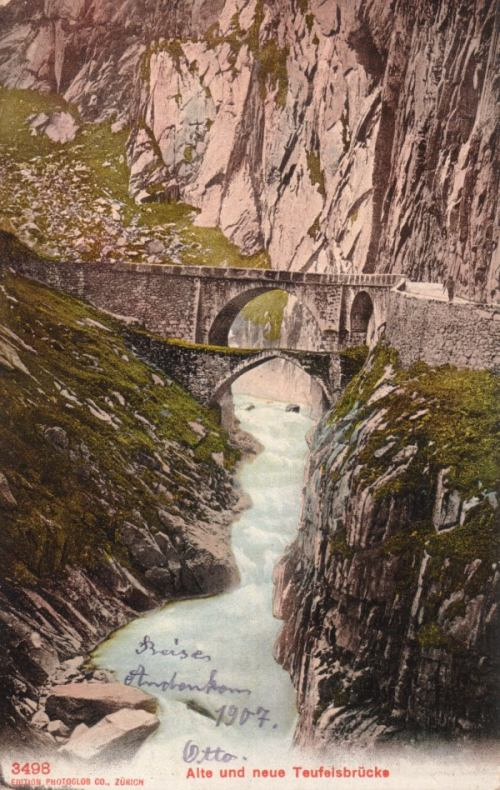
I due ponti del diavolo nel 1888
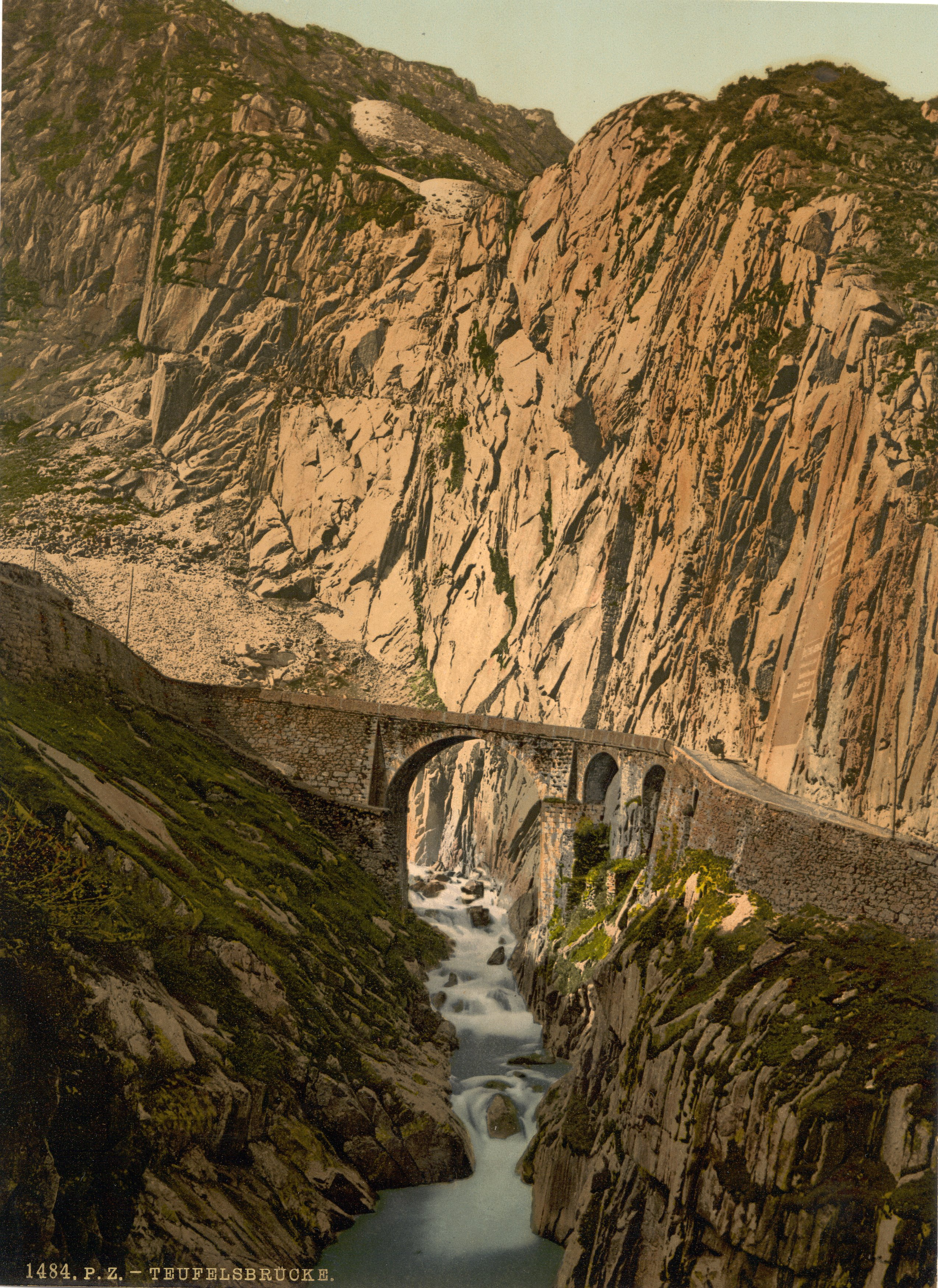
Il secondo ponte nel 1900
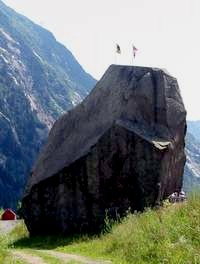
Il sasso del diavolo oggi
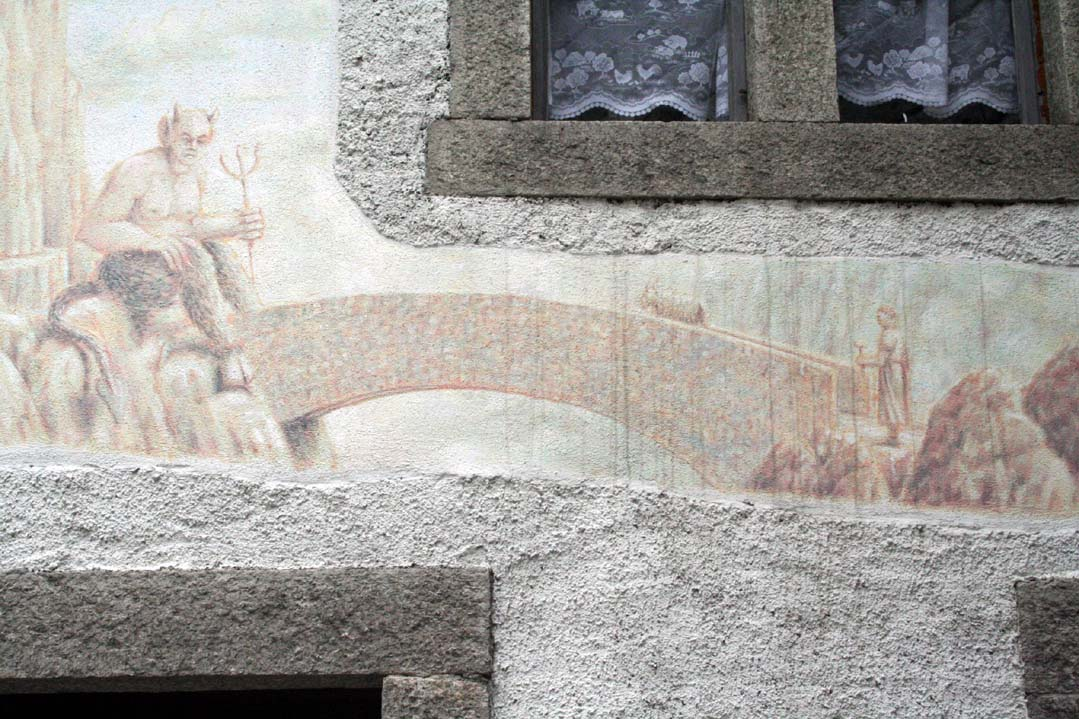
Quadro della leggenda del ponte del diavolo della Schöllenen
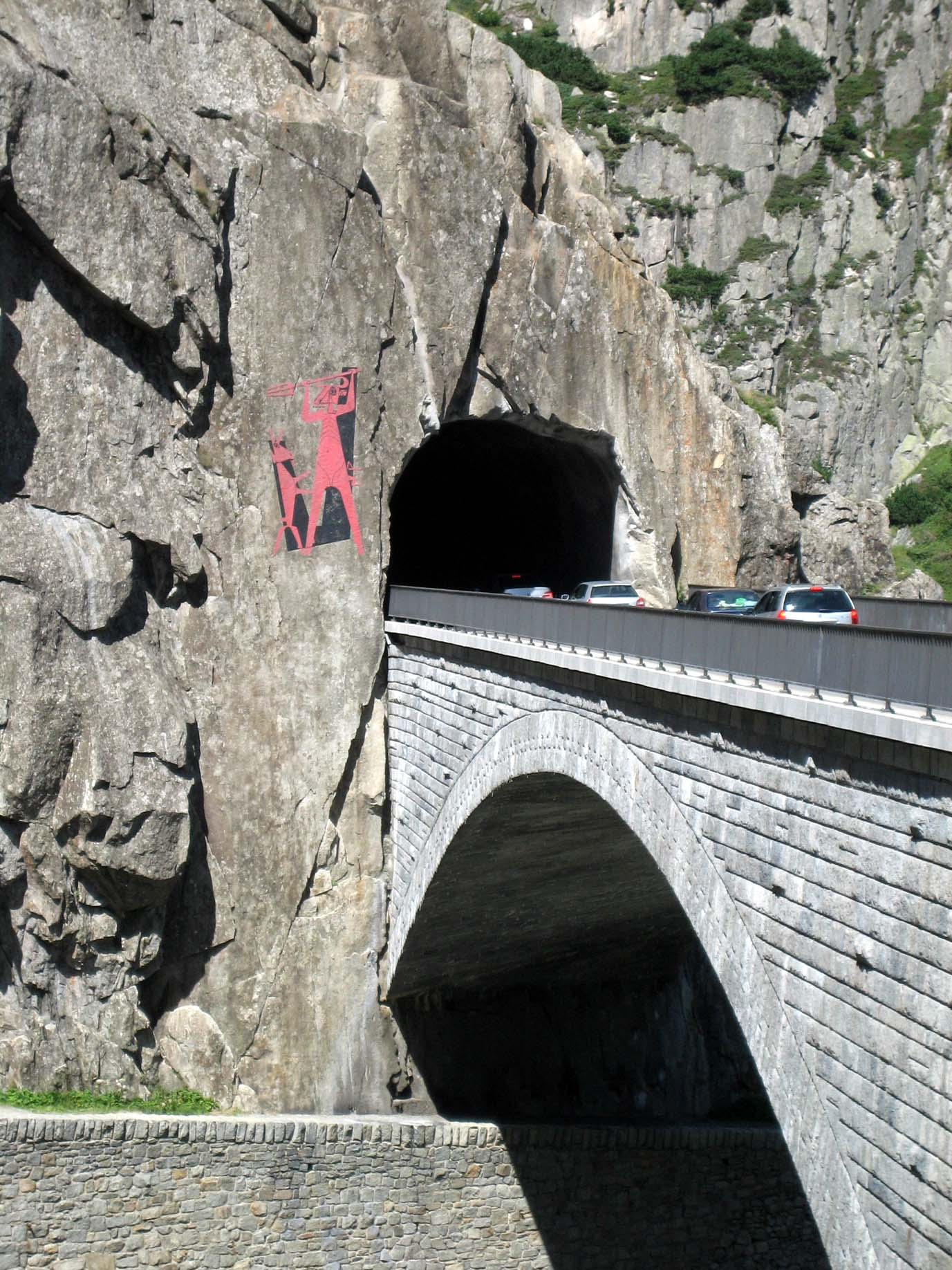
Ponte stradale con il tunnel e il diavolo della leggenda dipinto sulla roccia.

## AltriTeufelsbrücken
- Nel Brandeburgo presso la città di Eberswalde in Germania
- Nel Baden-Württemberg a Schönbuch nei pressi di Stoccarda.
- In Austria nei pressi di Reichenau nella regione della Carinzia.
- Ad Egg, località nel comune di Einsiedeln nel Canton Svitto, in Svizzera, ai piedi del Etzelpass sulla Sihl.
- Presso Leuk nel Canton Vallese, Svizzera.
- Ad Inzigkofen presso Sigmaringen, Germania.
- A Görlitz in Bassa Slesia sulla Eichendorff-Straße
- A Flensburgo, nel land dello Schleswig-Holstein sulla Bismarckstraße.
- Ad Amburgo ponte sopra la Flottbek.
- Nella foresta di Chemnitz, Germania
- A Mannheim-Jungbusch edificato nel 1874.